# هالتيمبريس وهاودين (دائرة انتخابية في المملكة المتحدة)
هالتيمبريس وهاودين (بالإنجليزية: Haltemprice and Howden)‏ هي إحدى الدوائر الانتخابية في المملكة المتحدة الممثلة في مجلس العموم في برلمان المملكة المتحدة.
عضو البرلمان الذي يمثلها حالياً هو :Rt Hon David Davis (Con).